# إستريلا (محطة مترو أنفاق مدريد)
إستريلا (بالإسبانية: Estrella)‏ هي محطة مترو أنفاق في مدريد في إسبانيا، تقع على الخط رقم 9.